# ヤマグチノボル
ヤマグチ ノボル（男性、1972年2月11日 - 2013年4月4日）は、日本のライトノベル作家、ゲームシナリオライター。茨城県日立市出身。血液型B型。明治大学政治経済学部政治学科（二部）卒業。

## 略歴
自身の関わるゲーム作品をノベライズした『カナリア 〜この想いを歌に乗せて〜』（角川スニーカー文庫）で小説家デビュー。代表作である『ゼロの使い魔』はアニメ化された。ジュブナイルポルノ（官能小説）においては山口 昇一（やまぐち しょういち）名義を使用。
2011年7月15日に、自身が末期癌にあり、抗がん剤による延命治療中であること、また、たまたま見つかった胆石除去の開腹手術の際に、がん細胞が縮退したことがわかり手術が可能となり、同年8月上旬に手術を行うことがメディアファクトリーを通じて公表された。8月4日には本人のTwitterなどを通して手術が無事に終了したと報告された。なお、前述の胆石による胆嚢摘出術の術野でがん組織が確認できるという事実から、膵癌ではないかと噂が独り歩きしたが、本人が否定している。
2年にわたる闘病生活の末、2013年4月4日に死去したことがMF文庫J公式サイトにて編集長名義で発表された。41歳没。
遺作は2011年11月発売のゲーム「夢みる月のルナルティア」、書籍では2011年2月刊行『ゼロの使い魔』第20巻「古深淵の聖地」。同シリーズは絶筆となったが、遺されたプロットを基に志瑞祐が代筆し、21巻及び22巻がヤマグチノボル名義で発行された。

## 作品

### 小説
- ゼロの使い魔 全22巻（2004年6月-2011年2月（1巻-20巻）、2016年2月-2017年2月（21巻-22巻[注釈 1]）MF文庫J、イラスト:兎塚エイジ） - 絶筆作品。
  - ゼロの使い魔外伝 タバサの冒険 既刊3巻 （2006年10月-2009年3月（未完）、MF文庫J、イラスト：兎塚エイジ）
  - 烈風(かぜ)の騎士姫 既刊2巻（2009年10月-2010年3月（未完）、MF文庫J、イラスト：兎塚エイジ）
- つっぱれ有栖川（2003年7月、角川スニーカー文庫、イラスト：有馬啓太郎、ISBN 4-04-424603-3）
- シスタースプリング いつかの妹（2004年7月、美少女文庫、イラスト：池上茜、ISBN 4-8296-5730-8）
- 描きかけのラブレター（2004年8月、富士見ミステリー文庫、イラスト：松本規之、ISBN 4-8291-6265-1、2002年-2004年『ファンタジアバトルロイヤル』掲載、「side-B」未収録）
- サンタ・クラリス・クライシス（2005年12月、富士見ファンタジア文庫、イラスト：並木太希、ISBN 4-8291-1785-0）
- 遠く6マイルの彼女（2006年2月、富士見ミステリー文庫、イラスト：松本規之、ISBN 4-8291-6341-0）
- 魔法薬(ポーション)売りのマレア 千日カゲロウ（2006年5月、角川スニーカー文庫、イラスト：TASA、ISBN 4-04-424604-1）
- みどりのドキドキダイアリー（2003年、『メガミマガジン』掲載）
- 海沿いのサマータイム（2004年-2005年、『ファンタジアバトルロイヤル』掲載）
- ひと夏の少女（2008年8月（C74）、日本ワルワル同盟『玻璃の空』（同人誌）収録）
- にぶんのいち（2000年11月、二次元ドリームノベルズ、イラスト：間優月、山口昇一名義、ISBN 4-89637-029-5）
  - 兄よりすぐれた妹などこの世に存在してはいけない[注釈 2]（2011年12月、 あとみっく文庫、 イラスト：天海雪乃、山口昇一名義、ISBN 978-4-7992-0170-1）
- いもうとレッスン ここは乙女の園（2005年3月、美少女文庫、イラスト：みけおう、山口昇一名義、ISBN 4-8296-5747-2）

### ノベライズ
- カナリア 〜この想いを歌に乗せて〜（2000年10月、角川スニーカー文庫、イラスト：片倉真二、ISBN 4-04-424601-7）
- グリーングリーン 鐘ノ音ファンタスティック（2003年4月、角川スニーカー文庫、イラスト：片倉真二、ISBN 4-04-424602-5）
  - グリーングリーン 鐘ノ音スタンド・バイ・ミー（2004年1月、MF文庫J、イラスト：くろたま商会、ISBN 4-8401-1025-5）
- ストライクウィッチーズ
  - ストライクウィッチーズ スオムスいらん子中隊がんばる（未完、角川スニーカー文庫、イラスト：島田フミカネ・上田梯子）
    - ストライクウィッチーズ スオムスいらん子中隊がんばる（2006年10月、ISBN 4-04-424605-X ）
    - ストライクウィッチーズ 弐の巻 スオムスいらん子中隊恋する（2007年3月、ISBN 978-4-04-424606-8）
    - ストライクウィッチーズ 参の巻 スオムスいらん子中隊はじける（2008年7月、ISBN 978-4-04-424607-5）

  - サイレントウィッチーズ スオムスいらん子中隊がんばるReBOOT! 既刊4巻（原案） - 上記リライト作。

### シナリオ・脚本等
- カナリア 〜この想いを歌に乗せて〜（八朔絵理・茅ヶ崎めぐみシナリオ、2000年8月、FrontWing）
  - 青カナリア（ショートストーリー「めぐタン危機一髪」、2000年12月（C59）、FrontWing）
- グリーングリーン シリーズ
  - グリーングリーン（千歳みどり・朽木双葉・朽木若葉シナリオ、2001年10月、GROOVER）
    - TVアニメ『グリーングリーン』企画アルバム Kanenone Jam 01（ドラマシナリオ、2003年10月、ポニーキャニオン）
    - TVアニメ『グリーングリーン』企画アルバム Kanenone Jam 02（ドラマシナリオ、2003年12月、ポニーキャニオン）

  - グリーングリーン3 ハローグッバイ（朽木双葉・樫谷ちとせシナリオ、2005年8月、GROOVER）
- Gonna Be??（2002年8月、GROOVER）
- 私立アキハバラ学園（冬馬琴美・村井麻里子・神凪文シナリオ、2003年8月、FrontWing）
  - あきばこ 私立アキハバラ学園ファンディスク（2003年12月、FrontWing）
- うたシリーズ
  - ゆきうた（今井由紀・蓮田弘美シナリオ、2003年12月、Survive）
  - そらうた（オープニングシナリオ・小西霊子シナリオ、2004年8月、FrontWing）
  - ほしうた（2008年12月、FrontWing）
- 魔界天使ジブリール（メインシナリオ、2004年4月、FrontWing）
- ボーイミーツガール（2006年2月、FrontWing）
- きみはぐ（2007年3月、FrontWing）
- かみぱに!（2008年3月、Clochette）
- 夢みる月のルナルティア（企画・シナリオ監修、2011年11月、Arianrhod）

### 作詞
- カナリア 〜この想いを歌に乗せて〜
  - リトルフォーティーンズスイング（PC版、八朔絵理ED）歌：有里亜
  - All of things for you（PC版、茅ヶ崎めぐみED）歌：ミニー
- グリーングリーン シリーズ
  - グリーングリーン
    - モノクローム（PC版、千歳みどりED）歌：YURIA
    - ラブレター（PC版、朽木双葉ED）歌：佐藤裕美
    - フルール（PC版、朽木若葉ED）歌：YURIA
    - 片恋（PS2版、朽木双葉ED、『グリーングリーン オリジナルサウンドヴォーカルアルバム 鐘ノ音ヘブン』収録）歌：NANA
    - wish（PS2版、朽木若葉ED、『グリーングリーン オリジナルサウンドヴォーカルアルバム 鐘ノ音ヘブン』収録）歌：NANA
    - 旅路の果てで捕まえて（PS2版、伊吹美菜ED、『グリーングリーン オリジナルサウンドヴォーカルアルバム 鐘ノ音ヘブン』収録）歌：YURIA

  - グリーングリーン2 恋のスペシャルサマー
    - アルバム

  - グリーングリーン3 ハローグッバイ
    - オルゴール
    - Love Bell Sound
- Gonna Be??
  - Memory on a beach
  - La Vie en Rose
- あかね色に染まる坂
  - あかねの坂（PSP、PS2版オープニング、2008年8月）歌：橋本みゆき

### 楽曲参加
- 鐘ノ音学園校歌〜鐘ノ音与太郎哀歌〜（2002年3月、キングレコード、『グリーングリーン ボーカルアルバム 鐘ノ音ラバー』収録、「鐘ノ音ボーイズ」メンバー）